# Rainbow Bridge World
Rainbow Bridge World (em coreano: 알비더블유; romaniz.: Albideobeul-yu; conhecida pelo seu acrônimo RBW) é uma empresa de entretenimento sul-coreana fundada por Kim Jin-woo e Kim Do-hoon. A empresa possui várias subsidiárias, incluindo DSP Media, WM Entertainment, Urban Works Media, e a gestão de propriedade intelectual Contents X.
A gravadora é responsável pelos grupos femininos Mamamoo e Purple Kiss, pelo grupo masculino Vromance, pelo rapper Basick, pelo grupo masculino OneUs, entre outros artistas.
A gravadora foi fundada por Kim Dohoon, um proeminente produtor musical de K-pop, junto com Mamamoo e Kim Jinwoo. A WA Entertainment foi fundida com o Rainbow Bridge World em março de 2015. Em março de 2017, a RBW fundou a gravadora independente de hip hop, chamada All Right Music.[carece de fontes?]

## Artistas

#### Grupos
- Mamamoo
- Geeks (com Grandline Entertainment)
- Phantom (com Brand New Music)
- Vromance
- Obroject
- OneWe
- OneUs
- P.O.P (com DWM Entertainment)
- Purple Kiss

#### Solistas
- Yangpa
- Monday Kiz
- Solar
- Moonbyul

#### Ex-artistas
- EsNa

### Grupos
- D1Verse

#### Solistas
- JinJu
- Judy

### Artistas independentes

#### All Right Music
- Lim Sang-hyuk (presidente)
- Basick (presidente)
- Big Tray
- Marvel J
- B.O.